# Gogol-Gajówka
Gogol-Gajówka – osada leśna w Polsce położona w województwie mazowieckim, w powiecie ostrołęckim, w gminie Goworowo.
W latach 1975–1998 miejscowość należała administracyjnie do województwa ostrołęckiego.